# Trichomasthus terebratus
Trichomasthus terebratus is een vliesvleugelig insect uit de familie Encyrtidae. De wetenschappelijke naam is voor het eerst geldig gepubliceerd in 1989 door Jensen.